# Carphophis amoenus
Carphophis amoenus е вид змия от семейство Смокообразни (Colubridae). Възникнал е преди около 0,3 млн. години по времето на периода кватернер. Видът не е застрашен от изчезване.

## Разпространение и местообитание
Разпространен е в САЩ.
Обитава гористи местности, влажни места, планини, възвишения, хълмове, ливади, крайбрежия и плажове.

## Описание
Популацията на вида е стабилна.